# Olympische Jugend-Winterspiele 2016/Teilnehmer (Dänemark)
| Gelbes Symbol für Goldmedaillen mit stilisierten Olympischen Ringen | Graues Symbol für Silbermedaillen mit stilisierten Olympischen Ringen | Braundes Symbol für Bronzemedaillen mit stilisierten Olympischen Ringen |
| ------------------------------------------------------------------- | --------------------------------------------------------------------- | ----------------------------------------------------------------------- |
| —                                                                   | —                                                                     | —                                                                       |

Dänemark nahm an den Olympischen Jugend-Winterspielen 2016 in Lillehammer mit vier Athleten in drei Sportarten teil.

## Sportarten

### Freestyle-Skiing

#### Skicross
| Athleten         | Wettbewerb | Qualifikation | Qualifikation | Vorlauf | Vorlauf | Halbfinale | Finale   |
| Athleten         | Wettbewerb | Zeit          | Rang          | Punkte  | Rang    | Position   | Position |
| ---------------- | ---------- | ------------- | ------------- | ------- | ------- | ---------- | -------- |
| Mädchen          |            |               |               |         |         |            |          |
| Nicoline Nielsen | Skicross   | 47,35 s       | 9             | 15      | 6       | 4          | 7        |

### Ski Alpin
| Jungen                 |              |             |     |                    |                    |                    |                    |
| Marcus Vorre           | Super-G      |             |     |                    |                    | 1:11,31 min        | 5                  |
| Marcus Vorre           | Riesenslalom | DNF         | DNF | nicht qualifiziert | nicht qualifiziert | nicht qualifiziert | nicht qualifiziert |
| Marcus Vorre           | Slalom       | 51,30 s     | 12  | 50,15 s            | 6                  | 1:41,45 min        | 8                  |
| Marcus Vorre           | Kombination  | 1:12,43 min | 5   | DNF                | DNF                | DNF                | DNF                |
| Mädchen                |              |             |     |                    |                    |                    |                    |
| Ida Sofie Bunsov Brøns | Super-G      |             |     |                    |                    | 1:16,52 min        | 17                 |
| Ida Sofie Bunsov Brøns | Riesenslalom | 1:26,85 min | 27  | 1:21,00 min        | 21                 | 2:47,85 min        | 23                 |
| Ida Sofie Bunsov Brøns | Slalom       | 1:03,57 min | 28  | 59,53 s            | 24                 | 2:03,10 min        | 24                 |
| Ida Sofie Bunsov Brøns | Kombination  | 1:19,14 min | 26  | DNF                | DNF                | DNF                | DNF                |

### Skilanglauf
| Athleten      | Wettbewerb       | Qualifikation | Qualifikation | Viertelfinale      | Viertelfinale      | Halbfinale         | Halbfinale         | Finale             | Finale             |
| Athleten      | Wettbewerb       | Zeit          | Rang          | Zeit               | Rang               | Zeit               | Rang               | Zeit               | Rang               |
| ------------- | ---------------- | ------------- | ------------- | ------------------ | ------------------ | ------------------ | ------------------ | ------------------ | ------------------ |
| Jungen        |                  |               |               |                    |                    |                    |                    |                    |                    |
| Herman Valset | Cross            | 3:41,52 min   | 46            |                    |                    | nicht qualifiziert | nicht qualifiziert | nicht qualifiziert | nicht qualifiziert |
| Herman Valset | Sprint klassisch | 3:15,09 min   | 32            | nicht qualifiziert | nicht qualifiziert | nicht qualifiziert | nicht qualifiziert | nicht qualifiziert | nicht qualifiziert |
| Herman Valset | 10 km Freistil   |               |               |                    |                    |                    |                    | 28:25,0 min        | 45                 |